# 精英主义
菁英主義（英語：Elitism）是从现实主义出发来理解和阐释政治与社会的结构及其发展的一种理论，認為應該由少數具備知識、財富與地位的社會菁英，來進行政治決策，主導社會走向。其同義詞為寡頭政治，其反義詞為民粹主義。

## 起源
在古希臘城邦發明了民主制度之後，統治權力應由貴族菁英或一般大眾來掌握，就成為當時重要的議題。當時所謂的一般大眾，是指擁有市民權的合法公民，不包括奴隸或婦女等。在羅馬共和時期，有一群被稱為平民派（拉丁語：Populares）的政治人物，包括提比略·格拉古等人，他們推動以羅馬公民舉行的公民大會，來替代由元老院，進行決策。與他們對抗的貴人派，則支持元老院統治的政治人物，強調菁英貴族才擁有統治的能力與智識。貴人派認為，人民缺少智識與統治能力，易受煽動，將權力交給人民，將會帶來暴民政治。
尽管人们可以从柏拉图、马基雅弗利等人的著作中找到精英主义的蛛丝马迹，但是，一般观点认为系统而有影响的精英主义形成于19世纪末20世纪初，在20世纪70年代达到其发展的顶峰。
早期的精英主义发源于意大利。莫斯卡、帕累托、米歇尔斯、奥尔特加、勒庞等人在批判大众民主的基础上发展了早期的精英主义理论，韦伯、熊彼特等人则从民主政治出发，论证了精英民主的政治合理性。当代的精英主义者，如伯纳姆、米尔斯等人则从经济和制度的角度论证了精英主义。

## 实质
精英主义的兴起反映了西方思想界对大众民主兴起的保守态度，人们试图以精英主义来对抗大众民主的潮流。受到来自多元主义、社会主义等思潮的批判和挑战，精英主义在当代日趋衰落。晚近崛起的新精英主义则更多关注利益集团，试图在精英决策、精英统治的合法性等问题上有所突破。
人们而常常使用“权力精英”、“社会精英”、“寡头”、“统治阶级”等概念来称呼精英。帕雷托在区分“精英统治”和“民众”两个概念的基础上从“高度”和“素质”两个方面来定义精英；韦伯、熊彼特等人倾向于将精英视为民主政治的获胜者；拉斯维尔则试图以“高度”的概念作为定量地分析精英的标准。但时至今日，即使是精英主义者内部，精英的含义亦并不一致。
早期的精英主义有一种贵族倾向，把身份、地位、财产作为衡量精英的标准。在不断的发展过程中，精英主义逐渐接受并融合了民主的某些要素，发展成为精英民主。精英主义民主否认古典民主理论中“人民主权”、“公意”、“共同福利”等价值取向，更倾向于将民主视为一种方法或是一种程序，对民主采取工具主义的态度。这种程序民主的概念直接影响到达尔、亨廷顿等人的民主理论。

## 影响
精英主义應該关注其社会的权力结构及其特性。它不同於早期封建貴族的世襲制，精英主义更多地体现为一种社会倫理，它是把社会中的人分为精英与大众两种类型，并提供了全新的有別于“貴族—平民”的“精英—大众”的两分法。
以大眾主義者的角度而言，常認為精英主义者是蔑视大众的。精英主义甚至被认为是一種对普通大众的蔑视、嘲笑，甚至仇视；而精英主义者認為大众是一个无知、盲动而又自命不凡的群体，“奴隶”、“野蛮人”、“乌合之众”、“群畜”等名詞是精英主義下的產物。
事實上，理想的精英主義只是極少數，「權力使人腐化，絕對的權力使人絕對的腐化。」，絕大多數精英其實只想維護精英的地位，當人處於有利位置的時候，往往有權力成癮現象，不願意放棄手中的利益，這是所有當權者的習慣，所以才有了制度化限制權力的民主機制 （页面存档备份，存于）。精英群体作为既得利益者，倾向于剝削、奴役其下層階級，以致於使精英主義這個觀念後來卻成為「剝削者」、「敵視大眾者」的代名詞。菁英主義者認為這是階級偏見。
就人類歷史而言，高度文明（civilization）的社會和國家意識形態的產生，通常伴隨著階級的劃分而產生，上層精英甚至早於下層平民產生。因為早期“貴族—平民”二分法在現代社會里是没有意义的。畢竟，一個人是否為精英或大眾階層，這種界定已經沒有明確的指標，因為保護貴族階層利益的制度已經不復存在，法律成為治理國家的根本依据，“阶层”已无法被明确划分。但若一個人沒有「永恆性的體認（对社会責任良知的體驗和認識）」、沒有「成長的自覺」、不是知行合一地去追求知識和真理，這樣的人就很有可能成為「無知者無畏」。然而，缺乏上述體驗和認知的精英份子們卻佔多數。所以就出现了「大眾」。大眾（mass）一詞在十九世紀末、二十世紀初開始被反覆強調。
精英主义者几乎普遍对民主政治抱有悲观主义情绪。在他们眼里，民主制是骗人的把戏，根本不会成功。精英主义者不认同迎合大多数人的利益，常常把大众民主政治发展描绘成为所谓的“暴民政治”，只有政治精英才是民主政治的堡垒，佑护民主免于暴民政治等等。
精英主义的兴起从另一个角度暴露了西方民主制度的缺陷，排擠大眾的參與。但精英主义倾向于将民主视为過程和程序化的作法在某种程度上推动了民主与自由主义的结合，为当代西方宪政民主制的形成奠定了基础。在现代政治学理论体系中，精英主义理论的影响已经超出其倫理本身，在政治科学领域里有着非常重要地位。

## 代表人物
著名精英主义者：已故新加坡前總理、內閣資政李光耀。
- 马哈迪·莫哈末